# Polygala solieri
Polygala solieri là một loài thực vật có hoa trong họ Polygalaceae. Loài này được Gay miêu tả khoa học đầu tiên.